# 生日問題
生日問題是一個機率論中的問題，它的敘述是：「需要多少人聚在一起，才能讓其中至少有兩人同一天生日的機率超過一半？」
答案是只需要23人。這個問題有時被稱為「生日悖論」，不過這其實並不是真正的悖论，只是因為結果違反了一般人的直覺。大多数人会认为23人中兩人同生日的機率應該遠小於50%。它衍生出的數學理論被用於設計一種名為「生日攻击」的密碼破解方法。

## 解释
生日問題可理解成盲射打靶问题。首先計算：23人皆不同生日的概率是多少？可想像一間有23人進入的房間，這23人依次進入，每個進入的人的生日都與房裏其他人的生日不同的概率依次是1、{\textstyle {\frac {364}{365}}}、{\textstyle {\frac {363}{365}}}、{\textstyle {\frac {362}{365}}}、{\textstyle {\frac {361}{365}}}等。先入房的人的生日皆不同的概率很高，前五个是1×{\textstyle {\frac {364}{365}}}×{\textstyle {\frac {363}{365}}}×{\textstyle {\frac {362}{365}}}×{\textstyle {\frac {361}{365}}}=97.3%；而最后入房的几人就完全不同，他們入房且找不到同生日者的概率是{\textstyle {\frac {345}{365}}}、{\textstyle {\frac {344}{365}}}、{\textstyle {\frac {343}{365}}}。这种概率可看成对靶的盲射：靶有365格，其中17个左右黑格，其余白格。假设每枪必中靶并且分布符合几何概型的话，连射12枪左右任何一发都没有击中黑格的概率（投射于房间里的人生日皆不同）十分微小。
理解生日問題的关键在于考虑上述“依次入房”模型中最后几个入房的人“全都没碰到同生日的人”概率多少。
简言之，大多数人之所以会认为23人中兩人同生日的概率应该远远小于50%，是因为将问题理解为“其他22人与你同生日的概率”，而非问题真諦“23人中两两之间存在生日相同”。如果有考虑这点，直觉上会将原来的概率乘以23（注意：此算法并不正确），则会意识到概率很大。

## 概率估计
假設有n個人在房內，如果要計算兩人同生日的機率，在不考慮特殊因素如閏年、雙胞胎的前提下，假設一年365日出生概率平均分佈（現實的出生機率不是平均分佈）。
計算概率的方法是，首先找出p（n）表示n人中，每人生日都不同的概率。假如n > 365，根據鴿巢原理其概率為0，假设n ≤ 365，则概率为
{\displaystyle {\bar {p}}(n)=1\cdot \left(1-{\frac {1}{365}}\right)\cdot \left(1-{\frac {2}{365}}\right)\cdots \left(1-{\frac {n-1}{365}}\right)={\frac {365}{365}}\cdot {\frac {364}{365}}\cdot {\frac {363}{365}}\cdot {\frac {362}{365}}\cdots {\frac {365-n+1}{365}}}

该图片显示特定人数对应的2个人生日一样的概率

因为第二人不能跟第一人同生日（概率是364/365），第三人不能跟前两人同生日（概率是363/365），依此类推。用阶乘可写成如下形式
{\displaystyle {365! \over 365^{n}(365-n)!}}
p(n）表示n个人中至少兩人同生日的概率
{\displaystyle p(n)=1-{\bar {p}}(n)=1-{365! \over 365^{n}(365-n)!}}
n≤365，根据鸽巢原理，n大于365时概率为1。
n是23時概率约0.507。其他人數的概率用上面算法可得出：
| n    | p（n）                           |
| ---- | -------------------------------- |
| 10   | 12%                              |
| 20   | 41%                              |
| 30   | 70%                              |
| 50   | 97%                              |
| 100  | 99.99996%                        |
| 200  | 99.9999999999999999999999999998% |
| 300  | 1 −（7×10−73）                   |
| 350  | 1 −（3×10−131）                  |
| ≥366 | 100%                             |

比较p (n) = 任意两人同生日的概率；q (n) =和某人同生日的概率

注意所有人都是随机选出：作为对比，q(n)表示房间中有n+1人，當中与特定人（比如你）同生日的概率：
{\displaystyle q(n+1)=1-\left({\frac {364}{365}}\right)^{n}}
当n = 22时概率只有大约0.059，约高于十七分之一。如果n人中有50％概率存在某人跟你同生日，n至少要达到23。注意这数字大大高于365/2 = 182.5；究其原因是因为房间内可能有些人同生日。

## 数学论证（非数字方法）
保羅·哈莫斯在自传中认为生日問題只用计算数值来解释是种悲哀，所以给出了一种概念数学方法的解释（尽管这方法有一定的误差）：乘积
{\displaystyle \prod _{k=1}^{n-1}\left(1-{k \over 365}\right)}
等于1－p（n），因此关注第一个n，欲使乘积小于1/2。由平均数不等式可知：
{\displaystyle {\sqrt[{n-1}]{\prod _{k=1}^{n-1}\left(1-{k \over 365}\right)}}<{1 \over n-1}\sum _{k=1}^{n-1}\left(1-{k \over 365}\right)}
再用已知的1到n－1所有整数和等于n（n－1）/2，然后用不等式1－x < e−x，可得到：
{\displaystyle \prod _{k=1}^{n-1}\left(1-{k \over 365}\right)<\left({1 \over n-1}\sum _{k=1}^{n-1}\left(1-{k \over 365}\right)\right)^{n-1}}
{\displaystyle =\left(1-{n \over 730}\right)^{n-1}<\left(e^{-n/730}\right)^{n-1}=e^{-(n^{2}-n)/730}}
如果仅当
{\displaystyle n^{2}-n>730\log _{e}2\cong 505.997\dots }
最后一條表达式的值会小于0.5。其中loge表示自然对数，略小于506，如果取n2－n=506就得到n＝23。
在推导中，哈莫斯写道：
这推論是基于数学系学生必须掌握的重要工具。生日问题曾是用来演示纯思维如何胜过机械计算的绝妙例子：这些不等式一两分钟就写得出，但乘法运算就要更多时间且更易出错，无论使用的工具是铅笔还是老式电脑。计算器不能提供的是理解力、数学才能、或产生更高级、普适化理论的坚实基础。
然而哈莫斯的推論只显示至少超過23人就能保证平等机会下的生日匹配。因为不知道给出的不等式有多強（嚴格、清晰），因此無法藉此計算過程確定n＝22是否能讓機率過半；相反，現在任何人都可用Microsoft Excel等個人電腦程式在幾分鐘內把整幅機率分佈圖畫出來，對問題答案很快就有通盤掌握，一目了然。

## 泛化和逼近

用公式（紅綫）與真實概率（黑綫）的比較

生日問題可以推广一下：假设有n人，每人都随机从N个特定的数中选一个数出来（N可能是365或其他正整数）。
p（n）表示有两个人选择了同样的数字，这概率多大?
下面的逼近公式可以回答这个问题
{\displaystyle p(n)\sim 1-1/\exp(n^{2}/(2N))}。

### 泛化
下面泛化生日问题：给定从符合离散均匀分布的区间[1,d]随机取出n个整数，至少2个数字相同的概率p（n;d）有多大?
类似的结果可以根据上面的推导得出。
{\displaystyle p(n;d)={\begin{cases}1-\prod _{k=1}^{n-1}\left(1-{k \over d}\right)&n\leq d\\1&n>d\end{cases}}}
{\displaystyle p(n;d)\approx 1-e^{-(n(n-1))/2d}}　　　　　　　　　　　　　
{\displaystyle n(p;d)\approx {\sqrt {2d\ln \left({1 \over 1-p}\right)}}+{1 \over 2}}　　　　　　　　　　
{\displaystyle p(n;d)=1-\left({\frac {d-1}{d}}\right)^{n}}

## 反算问题
反算问题可能是：
对于确定的概率p…
…找出最大的n（p）满足所有的概率p（n）都小于给出的p，或者
…找出最小的n（p）满足所有的概率p（n）都大于指定的p。
这问题有如下逼近公式：
{\displaystyle n(p)\approx {\sqrt {2\cdot 365\ln \left({1 \over 1-p}\right)}}+{1 \over 2}}。

### 举例
| 逼近 | 逼近               | 逼近     | 估计N =365 | 估计N =365 | 估计N =365 | 估计N =365                       |
| p    | n推广              | n<N =365 | n↓         | p（n↓）    | n↑         | p（n↑）                          |
| 0.01 | （0.14178 √N）+0.5 | 3.20864  | 3          | 0.00820    | 4          | 0.01636                          |
| 0.05 | （0.32029 √N）+0.5 | 6.61916  | 6          | 0.04046    | 7          | 0.05624                          |
| 0.1  | （0.45904 √N）+0.5 | 9.27002  | 9          | 0.09462    | 10         | 0.11695                          |
| 0.2  | （0.66805 √N）+0.5 | 13.26302 | 13         | 0.19441    | 14         | 0.22310                          |
| 0.3  | （0.84460 √N）+0.5 | 16.63607 | 16         | 0.28360    | 17         | 0.31501                          |
| 0.5  | （1.17741 √N）+0.5 | 22.99439 | 22         | 0.47570    | 23         | 0.50730                          |
| 0.7  | （1.55176 √N）+0.5 | 30.14625 | 30         | 0.70632    | 31         | 0.73045 （正確值：n↓=29, n↑=30） |
| 0.8  | （1.79412 √N）+0.5 | 34.77666 | 34         | 0.79532    | 35         | 0.81438                          |
| 0.9  | （2.14597 √N）+0.5 | 41.49862 | 41         | 0.90315    | 42         | 0.91403 （正確值：n↓=40, n↑=41） |
| 0.95 | （2.44775 √N）+0.5 | 47.26414 | 47         | 0.95477    | 48         | 0.96060 （正確值：n↓=46, n↑=47） |
| 0.99 | （3.03485 √N）+0.5 | 58.48081 | 58         | 0.99166    | 59         | 0.99299 （正確值：n↓=56, n↑=57） |

注意：某些值有色，说明逼近不总是正确。

## 经验性测试
生日問題可以用计算机代码经验性模拟
```
days
 
:=
 
365
;

numPeople
 
:=
 
1
;

prob
 
:=
 
0.0
;

while
 
prob
 
<
 
0.5
 
begin

    
numPeople
 
:=
 
numPeople
 
+
 
1
;

    
prob
 
:=
 
1
 
-
((
1
-
prob
)
*
(
days
-
(
numPeople
-
1
))
 
/
 
days
)
;

    
print
 
"
Number
 
of
 
people
:
 
"
 
+
 
numPeople
;

    
print
 
"
Prob
.
 
of
 
same
 
birthday
:
 
"
 
+
 
prob
;

end
;

```

生日問題也可以用Microsoft Excel Spreadsheet模拟
|   | 人数  | 人数对应的生日相同的概率        |
| - | ----- | ------------------------------- |
| 1 | 1     | =1-PERMUT(365,A1)/POWER(365,A1) |
| 2 | =A1+1 | =1-PERMUT(365,A2)/POWER(365,A2) |
| 3 | =A2+1 | =1-PERMUT(365,A3)/POWER(365,A3) |

当行数达到23（即人数），可看到概率结果开始過半。

## 应用
生日問題普遍的应用于检测哈希函数：N-位长度的哈希表可能发生碰撞测试次数不是2N次而是只有2N/2次，这结论用在破解密码学散列函数的生日攻击中。
生日问题隐含的理论已经在[Schnabel 1938]名字叫做捉放法（capture-recapture）的统计试验得到应用，来估计湖的鱼数。

## 不平衡概率
就像上面提到的，現实世界人口的生日并非平均分佈，这种非均衡生日概率问题也已解决。

## 近似匹配
此问题的另外一个泛化是求在n人中有两人的生日同在k日历天内的概率。假设有m个同等可能的生日。
{\displaystyle {\begin{aligned}p(n,k,m)&=1-{\frac {(m-nk-1)!}{m^{n-1}{\bigl (}m-n(k+1){\bigr )}!}}\end{aligned}}}
能找到两个人生日相差k天或更少的概率高于50%所需要的人数：
| k | n for m = 365 |
| - | ------------- |
| 0 | 23            |
| 1 | 14            |
| 2 | 11            |
| 3 | 9             |
| 4 | 8             |
| 5 | 8             |
| 6 | 7             |
| 7 | 7             |
只須随机抽取7人，找到两人生日相差一周内的概率就会過半。

## 其它相關生日錯覺機率問題
星期二男孩問題：一個兩孩家庭有一個男孩，他是星期二出生的，那麼另一個孩子也是男孩的機率是多少？答：13/27